# 凯瑟琳·赫德尔
凯瑟琳·赫德尔（英語：Kathleen Heddle，1965年11月27日—2021年1月11日），加拿大女子赛艇运动员。她曾代表加拿大参加1992年和1996年夏季奥林匹克运动会赛艇比赛，获得三枚金牌和一枚铜牌。